# Leśnica (Darłowo)
Leśnica (deutsch Fichtberg) ist ein Ort in der Woiwodschaft Westpommern in Polen. Er gehört zur Gmina Darłowo (Rügenwalde) im Powiat Sławieński (Schlawe).

## Geographische Lage
Leśnica liegt 12 Kilometer südwestlich von Darłowo und ist über eine Stichstraße, die in Bukowo Morskie (See Buckow) von der Woiwodschaftsstraße 203 abzweigt, erreichbar. Bahnstation ist Wiekowo (Alt Wieck) an der Bahnstrecke Danzig–Stargard.

## Geschichte
Der Ort Fichtberg war in seiner Geschichte stets mit See Buckow verbunden, ebenso wie auch der Ort Wilhelmsheide (polnisch: Bezmieście). Hier lebten nur wenige Menschen in etwa 15 Haushaltungen. Die Einwohner waren und sind überwiegend in der Land- und in der Forstwirtschaft tätig.
Bis 1945 gehörte Fichtberg zur Gemeinde See Buckow im Landkreis Schlawe i. Pom. im Regierungsbezirk Köslin der preußischen Provinz Pommern.
Heute ist Leśnica ein Teil der Gmina Darłowo im Powiat Sławieński in der Woiwodschaft Westpommern.

## Kirche
Die meist evangelischen Einwohner von Fichtberg gehörten bis 1945 zur Kirche in See Buckow, die auch heute Pfarrkirche für die meist katholischen Bewohner von Leśnica ist.

## Schule
Schulort der Kinder aus Fichtberg bis 1945 war See Buckow.